# 고지마시
고지마시(児島市)은 오카야마현에 있던 시이다. 1967년 2월 1일 구라사키시 (구)・다마시마시와 합병해 새로운 구라시키시가 되어 시 자체는 소멸하였고 현재는 고지마 지역이라는 이름으로 구라사키의 행정구역으로 사용되고 있다. 

## 역사
- 1948년 4월 1일 - 고지마 군 아지노 정(아지노·아즈·아카사키·코지)·고지마 정(오가와·야나기타·패다)·시모쓰이 정(시모쓰이·후키가미·타노우라·오바타케)·혼조 촌(통생·시오우노즈)의 3정 1촌이 합병, 시로 승격해 발족하였다.
- 1959년 3월 1일 - 고지마군 고치촌 중 우에마쓰는 제외하고 잔부는 소하라·하야시·후쿠에·쿠시다·기미·오하라를 편입하였다.
- 1967년 - 고지마 시가 구라시키시(구)·다마시마 시와 대등 합병해 새로운 구라시키시가 성립하였다.
- 1976년 - 최대 인구가 84,261명으로 기록되었다.

고지마 지역은 메이지 11년 군구정촌 편제법 시행시의 고지마군 91촌 중의 25촌으로 이루어진다.25촌은 정촌제 시행 후에 11촌으로 집약된 후, 우선 시모쓰이 촌과 후키가미 촌이 1896년에 합병해 시모쓰이 정이 되었고, 게다가 1948년 4월 1일에는 시모쓰이 정과 아지노 정 등 3정 1촌이 합병해 코지마 시가 되었다.게다가 고토우라쵸와의 합병이나 고우치무라의 편입을 거친 후, 시로 승격으로부터 거의 20년 후인 1967년 2월 1일에 구라시키시(초대)·다마시마시와 합병해 새로운 구라시키시(2대)가 되었다. 구라시키 시청 코지마 지소의 관할 구역은 합병 이전의 시역을 계승하고 있다.
| 시대            | 1889년 6월 1일 -1912년 | 1889년 6월 1일 -1912년     | 1889년 6월 1일 -1912년    | 1889년 6월 1일 -1912년    | 1889년 6월 1일 -1912년    | 1889년 6월 1일 -1912년     | 1912년 - 1926년            | 1926년 - 1945년 9월 1일    | 1926년 - 1945년 9월 1일    | 1926년 - 1945년 9월 1일    | 1945년 9월 2일-            | 1945년 9월 2일-            | 1945년 9월 2일-            | 1945년 9월 2일-         | 1945년 9월 2일-        | 1945년 9월 2일-          | 1945년 9월 2일- |
| --------------- | ---------------------- | -------------------------- | ------------------------- | ------------------------- | ------------------------- | -------------------------- | -------------------------- | -------------------------- | -------------------------- | -------------------------- | -------------------------- | -------------------------- | -------------------------- | ----------------------- | ---------------------- | ------------------------ | --------------- |
| 년              | 1889                   | 1896                       | 1900                      | 1903                      | 1906                      | 1907                       | 1915                       | 1928                       | 1935                       | 1941                       | 1948                       | 1954                       | 1954                       | 1956                    | 1959                   | 1967                     |                 |
| 가요촌          | 혼조촌                 | 혼조촌                     | 혼조촌                    | 혼조촌                    | 혼조촌                    | 혼조촌                     | 혼조촌                     | 혼조촌                     | 혼조촌                     | 혼조촌                     | 1948년 4월 1일 고지마시    | 1948년 4월 1일 고지마시    | 1948년 4월 1일 고지마시    | 1956년 4월1일 고지마시  | 1959년 3월1일 고지마시 | 1967년 2월1일 구라사키시 |                 |
| 가요촌          | 혼조촌                 | 혼조촌                     | 혼조촌                    | 혼조촌                    | 혼조촌                    | 혼조촌                     | 혼조촌                     | 혼조촌                     | 혼조촌                     | 혼조촌                     | 1948년 4월 1일 고지마시    | 1948년 4월 1일 고지마시    | 1948년 4월 1일 고지마시    | 1956년 4월1일 고지마시  | 1959년 3월1일 고지마시 | 1967년 2월1일 구라사키시 |                 |
| 우노쓰촌        | 혼조촌                 | 혼조촌                     | 혼조촌                    | 혼조촌                    | 혼조촌                    | 혼조촌                     | 혼조촌                     | 혼조촌                     | 혼조촌                     | 혼조촌                     | 1948년 4월 1일 고지마시    | 1948년 4월 1일 고지마시    | 1948년 4월 1일 고지마시    | 1956년 4월1일 고지마시  | 1959년 3월1일 고지마시 | 1967년 2월1일 구라사키시 |                 |
| 시모쓰이촌      | 시모쓰이촌             | 1896년 2월 28일 시모쓰이정 | 1900년 2월 1일 시모쓰이정 | 1900년 2월 1일 시모쓰이정 | 1900년 2월 1일 시모쓰이정 | 1907년 10월 1일 시모쓰이정 | 1907년 10월 1일 시모쓰이정 | 1907년 10월 1일 시모쓰이정 | 1907년 10월 1일 시모쓰이정 | 1907년 10월 1일 시모쓰이정 | 1948년 4월 1일 고지마시    | 1948년 4월 1일 고지마시    | 1948년 4월 1일 고지마시    | 1956년 4월1일 고지마시  | 1959년 3월1일 고지마시 | 1967년 2월1일 구라사키시 |                 |
| 후키카미촌      | 시모쓰이촌             | 1896년 2월 28일 시모쓰이정 | 1900년 2월 1일 나가하마촌 | 1900년 2월 1일 나가하마촌 | 1900년 2월 1일 나가하마촌 | 1907년 10월 1일 시모쓰이정 | 1907년 10월 1일 시모쓰이정 | 1907년 10월 1일 시모쓰이정 | 1907년 10월 1일 시모쓰이정 | 1907년 10월 1일 시모쓰이정 | 1948년 4월 1일 고지마시    | 1948년 4월 1일 고지마시    | 1948년 4월 1일 고지마시    | 1956년 4월1일 고지마시  | 1959년 3월1일 고지마시 | 1967년 2월1일 구라사키시 |                 |
| 다노우라촌      | 나가하마촌             | 나가하마촌                 | 1900년 2월 1일 나가하마촌 | 1900년 2월 1일 나가하마촌 | 1900년 2월 1일 나가하마촌 | 1907년 10월 1일 시모쓰이정 | 1907년 10월 1일 시모쓰이정 | 1907년 10월 1일 시모쓰이정 | 1907년 10월 1일 시모쓰이정 | 1907년 10월 1일 시모쓰이정 | 1948년 4월 1일 고지마시    | 1948년 4월 1일 고지마시    | 1948년 4월 1일 고지마시    | 1956년 4월1일 고지마시  | 1959년 3월1일 고지마시 | 1967년 2월1일 구라사키시 |                 |
| 오바타케촌      | 나가하마촌             | 나가하마촌                 | 1900년 2월 1일 나가하마촌 | 1900년 2월 1일 나가하마촌 | 1900년 2월 1일 나가하마촌 | 1907년 10월 1일 시모쓰이정 | 1907년 10월 1일 시모쓰이정 | 1907년 10월 1일 시모쓰이정 | 1907년 10월 1일 시모쓰이정 | 1907년 10월 1일 시모쓰이정 | 1948년 4월 1일 고지마시    | 1948년 4월 1일 고지마시    | 1948년 4월 1일 고지마시    | 1956년 4월1일 고지마시  | 1959년 3월1일 고지마시 | 1967년 2월1일 구라사키시 |                 |
| 아카사키촌      | 아카사키촌             | 아카사키촌                 | 아카사키촌                | 아카사키촌                | 아카사키촌                | 아카사키촌                 | 아카사키촌                 | 아카사키촌                 | 1935년 1월 1일 아카사키정  | 1941년 2월 11일 아지노정   | 1948년 4월 1일 고지마시    | 1948년 4월 1일 고지마시    | 1948년 4월 1일 고지마시    | 1956년 4월1일 고지마시  | 1959년 3월1일 고지마시 | 1967년 2월1일 구라사키시 |                 |
| 고모이케촌      | 아카사키촌             | 아카사키촌                 | 아카사키촌                | 아카사키촌                | 아카사키촌                | 아카사키촌                 | 아카사키촌                 | 아카사키촌                 | 1935년 1월 1일 아카사키정  | 1941년 2월 11일 아지노정   | 1948년 4월 1일 고지마시    | 1948년 4월 1일 고지마시    | 1948년 4월 1일 고지마시    | 1956년 4월1일 고지마시  | 1959년 3월1일 고지마시 | 1967년 2월1일 구라사키시 |                 |
| 아지노촌        | 아지노촌               | 아지노촌                   | 아지노촌                  | 아지노촌                  | 1906년 3월 28일 아지노촌  | 1906년 3월 28일 아지노촌   | 1906년 3월 28일 아지노촌   | 1906년 3월 28일 아지노촌   | 1906년 3월 28일 아지노촌   | 1941년 2월 11일 아지노정   | 1948년 4월 1일 고지마시    | 1948년 4월 1일 고지마시    | 1948년 4월 1일 고지마시    | 1956년 4월1일 고지마시  | 1959년 3월1일 고지마시 | 1967년 2월1일 구라사키시 |                 |
| 히에타촌        | 오다촌                 | 오다촌                     | 오다촌                    | 오다촌                    | 오다촌                    | 오다촌                     | 오다촌                     | 1928년 11월 1일 고지마정   | 1928년 11월 1일 고지마정   | 1928년 11월 1일 고지마정   | 1948년 4월 1일 고지마시    | 1948년 4월 1일 고지마시    | 1948년 4월 1일 고지마시    | 1956년 4월1일 고지마시  | 1959년 3월1일 고지마시 | 1967년 2월1일 구라사키시 |                 |
| 히에타촌        | 오다촌                 | 오다촌                     | 오다촌                    | 오다촌                    | 오다촌                    | 오다촌                     | 오다촌                     | 1928년 11월 1일 고지마정   | 1928년 11월 1일 고지마정   | 1928년 11월 1일 고지마정   | 1948년 4월 1일 고지마시    | 1948년 4월 1일 고지마시    | 1948년 4월 1일 고지마시    | 1956년 4월1일 고지마시  | 1959년 3월1일 고지마시 | 1967년 2월1일 구라사키시 |                 |
| 오가와촌        | 오다촌                 | 오다촌                     | 오다촌                    | 오다촌                    | 오다촌                    | 오다촌                     | 오다촌                     | 1928년 11월 1일 고지마정   | 1928년 11월 1일 고지마정   | 1928년 11월 1일 고지마정   | 1948년 4월 1일 고지마시    | 1948년 4월 1일 고지마시    | 1948년 4월 1일 고지마시    | 1956년 4월1일 고지마시  | 1959년 3월1일 고지마시 | 1967년 2월1일 구라사키시 |                 |
| 시라오촌의 일부 | 가미카모촌             | 가미카모촌                 | 가미카모촌                | 1903년 4월 1일 쇼나이촌   | 1903년 4월 1일 쇼나이촌   | 1903년 4월 1일 쇼나이촌    | 1903년 4월 1일 쇼나이촌    | 1903년 4월 1일 쇼나이촌    | 1903년 4월 1일 쇼나이촌    | 1903년 4월 1일 쇼나이촌    | 1903년 4월 1일 쇼나이촌    | 1954년 4월1일 다마노시     | 1954년 11월 1일 고토우라정 | 1956년 4월1일 고지마시  | 1959년 3월1일 고지마시 | 1967년 2월1일 구라사키시 |                 |
| 시모촌          | 고노촌                 | 고노촌                     | 고노촌                    | 고노촌                    | 고노촌                    | 1907년 4월 1일 고토우라정  | 1915년 11월 1일 고토우라정 | 1915년 11월 1일 고토우라정 | 1915년 11월 1일 고토우라정 | 1915년 11월 1일 고토우라정 | 1915년 11월 1일 고토우라정 | 1915년 11월 1일 고토우라정 | 1954년 11월 1일 고토우라정 | 1956년 4월1일 고지마시  | 1959년 3월1일 고지마시 | 1967년 2월1일 구라사키시 |                 |
| 가미촌          | 고노촌                 | 고노촌                     | 고노촌                    | 고노촌                    | 고노촌                    | 1907년 4월 1일 고토우라정  | 1915년 11월 1일 고토우라정 | 1915년 11월 1일 고토우라정 | 1915년 11월 1일 고토우라정 | 1915년 11월 1일 고토우라정 | 1915년 11월 1일 고토우라정 | 1915년 11월 1일 고토우라정 | 1954년 11월 1일 고토우라정 | 1956년 4월1일 고지마시  | 1959년 3월1일 고지마시 | 1967년 2월1일 구라사키시 |                 |
| 다노구치촌      | 다노구치촌             | 다노구치촌                 | 다노구치촌                | 다노구치촌                | 1906년 4월 1일 다노구치촌 | 1907년 4월 1일 고토우라정  | 1915년 11월 1일 고토우라정 | 1915년 11월 1일 고토우라정 | 1915년 11월 1일 고토우라정 | 1915년 11월 1일 고토우라정 | 1915년 11월 1일 고토우라정 | 1915년 11월 1일 고토우라정 | 1954년 11월 1일 고토우라정 | 1956년 4월1일 고지마시  | 1959년 3월1일 고지마시 | 1967년 2월1일 구라사키시 |                 |
| 히키아미촌      | 다노구치촌             | 다노구치촌                 | 다노구치촌                | 다노구치촌                | 1906년 4월 1일 다노구치촌 | 1907년 4월 1일 고토우라정  | 1915년 11월 1일 고토우라정 | 1915년 11월 1일 고토우라정 | 1915년 11월 1일 고토우라정 | 1915년 11월 1일 고토우라정 | 1915년 11월 1일 고토우라정 | 1915년 11월 1일 고토우라정 | 1954년 11월 1일 고토우라정 | 1956년 4월1일 고지마시  | 1959년 3월1일 고지마시 | 1967년 2월1일 구라사키시 |                 |
| 야마촌          | 기미촌                 | 기미촌                     | 기미촌                    | 기미촌                    | 1906년 4월 1일 다노구치촌 | 1907년 4월 1일 고토우라정  | 1915년 11월 1일 고토우라정 | 1915년 11월 1일 고토우라정 | 1915년 11월 1일 고토우라정 | 1915년 11월 1일 고토우라정 | 1915년 11월 1일 고토우라정 | 1915년 11월 1일 고토우라정 | 1954년 11월 1일 고토우라정 | 1956년 4월1일 고지마시  | 1959년 3월1일 고지마시 | 1967년 2월1일 구라사키시 |                 |
| 오하라촌        | 기미촌                 | 기미촌                     | 기미촌                    | 기미촌                    | 1906년 4월 1일 고나이촌   | 1906년 4월 1일 고나이촌    | 1906년 4월 1일 고나이촌    | 1906년 4월 1일 고나이촌    | 1906년 4월 1일 고나이촌    | 1906년 4월 1일 고나이촌    | 1906년 4월 1일 고나이촌    | 1906년 4월 1일 고나이촌    | 1906년 4월 1일 고나이촌    | 1906년 4월 1일 고나이촌 | 1959년 3월1일 고지마시 | 1967년 2월1일 구라사키시 |                 |
| 기미촌          | 기미촌                 | 기미촌                     | 기미촌                    | 기미촌                    | 1906년 4월 1일 고나이촌   | 1906년 4월 1일 고나이촌    | 1906년 4월 1일 고나이촌    | 1906년 4월 1일 고나이촌    | 1906년 4월 1일 고나이촌    | 1906년 4월 1일 고나이촌    | 1906년 4월 1일 고나이촌    | 1906년 4월 1일 고나이촌    | 1906년 4월 1일 고나이촌    | 1906년 4월 1일 고나이촌 | 1959년 3월1일 고지마시 | 1967년 2월1일 구라사키시 |                 |
| 하야시촌        | 후쿠오카촌             | 후쿠오카촌                 | 후쿠오카촌                | 후쿠오카촌                | 1906년 4월 1일 고나이촌   | 1906년 4월 1일 고나이촌    | 1906년 4월 1일 고나이촌    | 1906년 4월 1일 고나이촌    | 1906년 4월 1일 고나이촌    | 1906년 4월 1일 고나이촌    | 1906년 4월 1일 고나이촌    | 1906년 4월 1일 고나이촌    | 1906년 4월 1일 고나이촌    | 1906년 4월 1일 고나이촌 | 1959년 3월1일 고지마시 | 1967년 2월1일 구라사키시 |                 |
| 후쿠에촌        | 후쿠오카촌             | 후쿠오카촌                 | 후쿠오카촌                | 후쿠오카촌                | 1906년 4월 1일 고나이촌   | 1906년 4월 1일 고나이촌    | 1906년 4월 1일 고나이촌    | 1906년 4월 1일 고나이촌    | 1906년 4월 1일 고나이촌    | 1906년 4월 1일 고나이촌    | 1906년 4월 1일 고나이촌    | 1906년 4월 1일 고나이촌    | 1906년 4월 1일 고나이촌    | 1906년 4월 1일 고나이촌 | 1959년 3월1일 고지마시 | 1967년 2월1일 구라사키시 |                 |
| 소하라촌        | 후쿠오카촌             | 후쿠오카촌                 | 후쿠오카촌                | 후쿠오카촌                | 1906년 4월 1일 고나이촌   | 1906년 4월 1일 고나이촌    | 1906년 4월 1일 고나이촌    | 1906년 4월 1일 고나이촌    | 1906년 4월 1일 고나이촌    | 1906년 4월 1일 고나이촌    | 1906년 4월 1일 고나이촌    | 1906년 4월 1일 고나이촌    | 1906년 4월 1일 고나이촌    | 1906년 4월 1일 고나이촌 | 1959년 3월1일 고지마시 | 1967년 2월1일 구라사키시 |                 |
| 구시다촌        | 후쿠오카촌             | 후쿠오카촌                 | 후쿠오카촌                | 후쿠오카촌                | 1906년 4월 1일 고나이촌   | 1906년 4월 1일 고나이촌    | 1906년 4월 1일 고나이촌    | 1906년 4월 1일 고나이촌    | 1906년 4월 1일 고나이촌    | 1906년 4월 1일 고나이촌    | 1906년 4월 1일 고나이촌    | 1906년 4월 1일 고나이촌    | 1906년 4월 1일 고나이촌    | 1906년 4월 1일 고나이촌 | 1959년 3월1일 고지마시 | 1967년 2월1일 구라사키시 |                 |

## 행정
- 초대 나카츠카 겐타로 (1948년 5월 1일 ~ 1952년)
- 2대 나카츠카 겐타로(1952년 ~ 1956년 3월 31일)
- 3대 나카무라 미스오(中村純雄, 1956년 5월 16일 ~ 1960년)
- 4대 나카츠카 겐타로 (1960년 4월 29일 ~ 1964년)
- 5대 나카츠카 겐타로(1964년 ~ 1967년 1월 31일)

## 교통

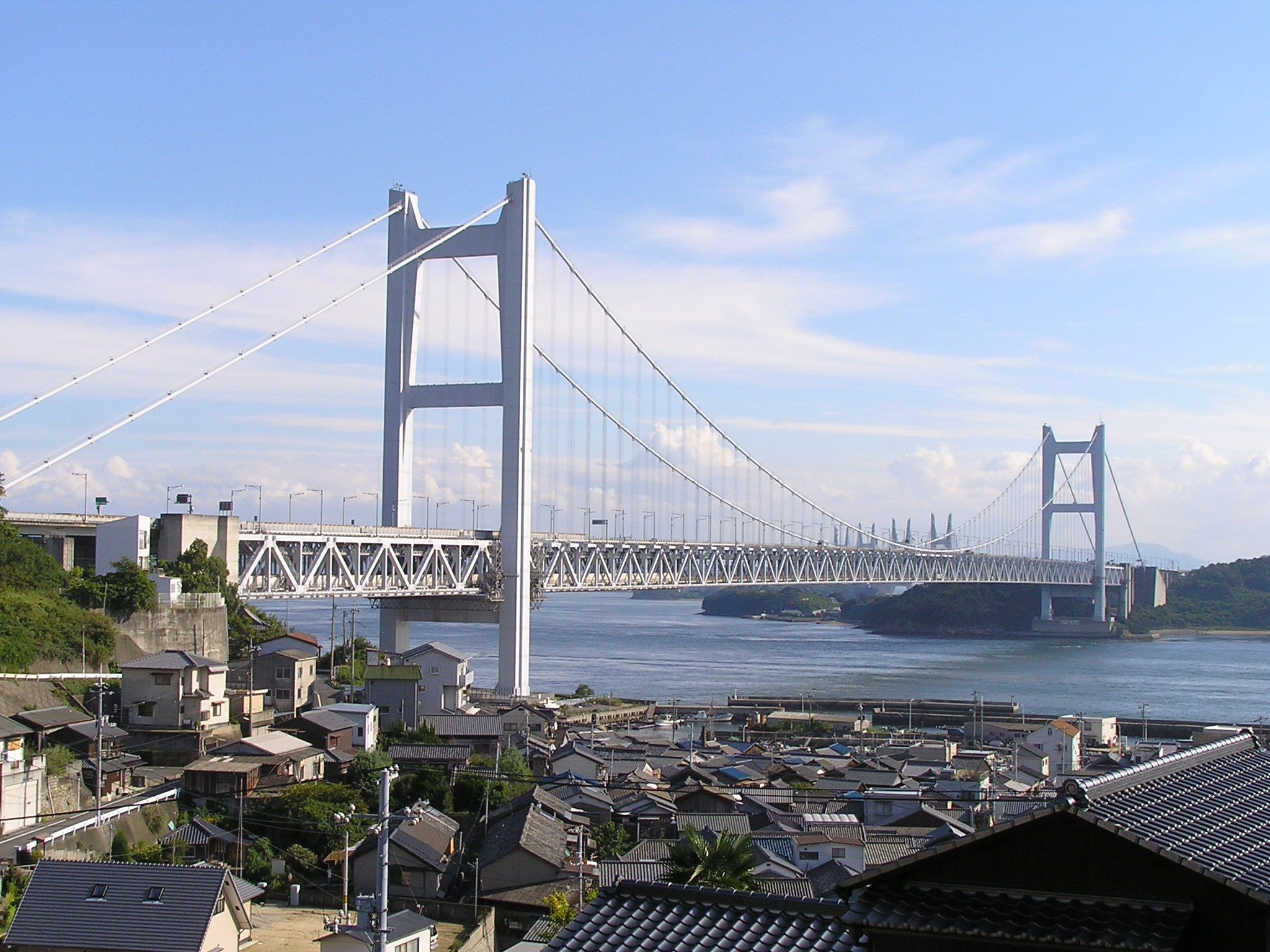
세토 대교

### 도로
- 국도 제430호선 (일본)(일본어판)

### 철도
- 일본국유철도
  - 혼시비산선(세토대교선) : 고지마역

## 참고문헌
- 倉敷市史研究委員会編、『新修倉敷市史』全13巻、倉敷市、1996-2005。
- 倉敷市総務局総務部総務課編、『倉敷市統計書（平成19年度版）』、倉敷市、2008。
- 多和和彦著、『児島産業史の研究』児島の歴史第1巻、児島市味野「児島の歴史」刊行会、1959。
- 角田直一著、『北前船と下津井港』、手帳舎、1992。
- 倉敷の自然をまもる会編、『児島風土記』、日本文教出版、1983。
- 岡山県児島教育会編、『岡山県児島郡誌』、文献出版、1977。
- 十河直樹著、『倉敷市児島史年表誌』、岡山県方言研究会、1995。
- 大谷壽文著、『児島の歴史散歩』、大谷壽文、2001。
- 加原耕作／葛原茂樹著、『岡山の金毘羅往来』山陽カラーシリーズ13、山陽新聞社、1980。
- 巌津政右衛門著、『岡山の港』岡山文庫65、日本文教出版、1975。
- 山陽新聞社編、『岡山の街道』岡山文庫25、日本文教出版、1969。